# Strade Bianche 2023
17. ročník jednodenního cyklistického závodu Strade Bianche se konal 4. března 2023 v Itálii. Vítězem se stal Brit Tom Pidcock z týmu Ineos Grenadiers. Na druhém a třetím místě se umístili Francouz Valentin Madouas (Groupama–FDJ) a Belgičan Tiesj Benoot (Team Jumbo–Visma). Závod byl součástí UCI World Tour 2023 na úrovni 1.UWT a byl pátým závodem tohoto seriálu.

## Týmy
Závodu se zúčastnilo všech 18 UCI WorldTeamů a 7 UCI ProTeamů. Týmy Israel–Premier Tech, Lotto–Dstny a Team TotalEnergies dostaly automatické pozvánky jako 3 nejlepší UCI ProTeamy sezóny 2022, další 4 UCI ProTeamy (Eolo–Kometa, Green Project–Bardiani–CSF–Faizanè, Q36.5 Pro Cycling Team a Tudor Pro Cycling Team) pak byly vybrány organizátory závodu, RCS Sport. Všechny týmy přijely se sedmi jezdci kromě týmu Israel–Premier Tech s šesti jezdci. Jevgenij Fjodorov (Astana Qazaqstan Team) neodstartoval, celkem se tak na start postavilo 173 závodníků. Do cíle v Sieně dojelo 129 z nich, dalších 8 závodníků dokončilo mimo časový limit.
UCI WorldTeamy
- AG2R Citroën Team
- Alpecin–Deceuninck
- Arkéa–Samsic
- Astana Qazaqstan Team
- Bora–Hansgrohe
- Cofidis
- EF Education–EasyPost
- Groupama–FDJ
- Ineos Grenadiers
- Intermarché–Circus–Wanty
- Movistar Team
- Soudal–Quick-Step
- Team Bahrain Victorious
- Team DSM
- Team Jayco–AlUla
- Team Jumbo–Visma
- Trek–Segafredo
- UAE Team Emirates

UCI ProTeamy
- Eolo–Kometa
- Green Project–Bardiani–CSF–Faizanè
- Israel–Premier Tech
- Lotto–Dstny
- Q36.5 Pro Cycling Team
- Team TotalEnergies
- Tudor Pro Cycling Team

## Výsledky
| Pořadí | Jezdec                 | Tým                      | Čas        |
| ------ | ---------------------- | ------------------------ | ---------- |
| 1      | Tom Pidcock (GBR)      | Ineos Grenadiers         | 4h 31' 41" |
| 2      | Valentin Madouas (FRA) | Groupama–FDJ             | + 20"      |
| 3      | Tiesj Benoot (BEL)     | Team Jumbo–Visma         | + 22"      |
| 4      | Rui Costa (POR)        | Intermarché–Circus–Wanty | + 23"      |
| 5      | Attila Valter (HUN)    | Team Jumbo–Visma         | + 23"      |
| 6      | Matej Mohorič (SLO)    | Team Bahrain Victorious  | + 34"      |
| 7      | Pello Bilbao (ESP)     | Team Bahrain Victorious  | + 1' 04"   |
| 8      | Romain Grégoire (FRA)  | Groupama–FDJ             | + 1' 18"   |
| 9      | Davide Formolo (ITA)   | UAE Team Emirates        | + 1' 23"   |
| 10     | Andreas Kron (DEN)     | Lotto–Dstny              | + 1' 35"   |